# برایتون (شهرستان ماراتون، ویسکانسین)
برایتون (به انگلیسی: Brighton) یک منطقهٔ مسکونی در ایالات متحده آمریکا است که در شهرستان ماراتون، ویسکانسین واقع شده‌است. برایتون ۸۸٫۷ کیلومتر مربع مساحت و ۶۱۲ نفر جمعیت دارد و ۳۹۹ متر بالاتر از سطح دریا واقع شده‌است.